# План 9 от далечния космос
„План 9 от далечния космос“ (на английски: Plan 9 from Outer Space) е американски нискобюджетен фантастичен филм на ужасите от 1959 година на режисьора Ед Ууд, заснет от кинокомпанията Рейнолд Пикчърс.

## Сюжет
Всичко започва в долината Сан Фернандо. Малка група от опечалени се събират пред отворен гроб предвождани от старик без име (Бела Лугоши). Това е погребението на съпругата на стареца. Наблизо стоят двама гробари, чакайки да свърши поклонението и да затворят гроба. Над долината прелита самолет Douglas DC-7 в посока към Бърбанк, Калифорния. В един момент пилотът Джеф Трент (Грегъри Уолкът) и неговият асистент Дани (Дейвид Де Меринг) предприемат странна маневра, когато вниманието им е привлечено от ярка светлина и придружаващият я оглушителен звук. Поглеждат отвън и виждат прелитаща летяща чиния. Стюардесата Едит (Норма МакКарти) се втурва в пилотската кабина и става свидетел на гледката. Летящата чиния се приземява в гробището. Гробарите чуват странен шум и се стяскат. Те решават да бягат, но са нападнати и убити от въскресения труп на млада жена. Момичето- вампир (Майла Нурми) се втурва между крещящите хора.
Модерния дом на старика. Възрастният мъж пристъпва погубен от мъка в мислите си. Разсеян излиза на улицата и попада на пътя на приближаващ автомобил, под чиито колела намира смъртта си. На неговото погребение, опечалените случайно се натъкват на телата на убитите гробари. Инспектор Даниел Клей (Тор Йонсон), заедно с други полицаи пристига на гробището за да предприеме разследване на случилото се. Клей се дистанцира от останалите за да започне собствено разследване. Разказът ни прехвърля за кратко към пилота Джеф Трент и неговата съпруга Паула (Мона МакКинън), които живеят в близост до гробището. Той чува виещите сирени и разказва на Паула за срещата си с летящата чиния, и затова, че военните са го принудили да запази всичко в тайна. В този момент мощен вихър връхлита гробището и дома на Трент. В близост се приземява летяща чиния. В гробището старецът възкръсва от своя гроб. Отдалечилият се от останалите Клей среща момичето- вампир и възкресеното тяло на възрастния мъж. Неговите коршуми нямат никакъв ефект срещу възкресените, и те го убиват. Скоро след това полицаите откриват мъртвото тяло на инспектора.
В следващите седмици летящи чинии са наблюдавани над Холивуд, а три космически кораба системно започват да кръжат над Лос Анджелис. Правителството във Вашингтон решава да се бори с нашествениците, използвайки ракети. За командващ на операцията е назначен полковник Томас Едуардс (Том Киини). Обстрелът започва, обаче чиниите изглеждат незасегнати от разбиващите се в тях ракети и не се оттеглят. Едуардс предполага, че правителството умишлено използва неефективни оръжия, за да прикрие опасността от инвазията, и се замисля дали извънземните не са отговорни и за други бедствия, случили се на Земята. Той открива, че един малък град вече е бил заличен вследствие на предишни срещи с инопланетяни.
Извънземните се оттеглят на своята космическа станция за презареждане и ремонт. Ръководителят на мисията Ерос (Дъдли Менлов) информира управниците, че са направили неуспешен опит да се свържат със земното командване. Той казва, че за да се принуди земното население да приеме съществуването на тяхната раса, трябва да се пусне в действие оперативен план 9, включващ възкресяването на починали човешки тела чрез стимулиране на хипофизната и епифизната им жлези. Трите кораба отново акостират на Земята. Трент тръгва за поредния си полет. Загрижен за сигурността на съпругата си, той и препоръчва да отиде да живее за известно време в дома на майка и, но тя предпочита да остане в дома им. През нощта Паула намира утеха във възглавницата, тъгувайки за липсващия и съпруг. Тя е самотна, макар да е омъжена. Същата нощ трупът на старика се въздига от своя гроб и се промъква при самотната Паула. Следван плътно от трупа на своята съпруга и от тялото на възкресеният Даниел Клей, той отнася Паула в гробището. Тя колабира и е открита от преминаващ наблизо мотоциклетист. Трите зомбирани тела се качват в летящата чиния на Ерос, която напуска земното въздушно пространство.
В Пентагона, генерал Робъртс (Лайл Талбот) информира Едуардс, че правителството е прихванало съобщение от извънземните. Едуардс прослушва преведеното от специален компютър- преводач съобщение, от което разбира, че те, всъщност се опитват да предпазят човечеството от унищожение на Вселената. Генералът изпраща Едуардс в Сан Фернандо, където е засечена най-голямата извънземна активност. Там извънземният владетел призовава зомбитата да се присъединят към неговите сили. Тогава мъртвото тяло на Клей напада Ерос, който го убива отново. Пришълецът вижда всичко това и решава да жертва едното зомби, стареца, за да сплаши човечеството. Той има план за създаването на армии от зомбита, които да превземат земните столици.
В Калифорния полицията и Едуардс разпитват Трент за срещата му с нашествениците. Без тяхното знание, летящата чиния се завръща в гробището. Докато чака патрулната кола, офицер Келтън (Пол Марко) се натъква на бродещия старец. Старикът подгонва Келтън чак до дома на Трент, където полицаят го прострелва, но без особен ефект. Намиращите се наблизо извънземни атакуват възрастния мъж с лъчи, с цел тялото му да се разложи и да остане само скелета. Неспособни да направят каквото и да било, семейство Трент, Едуардс и полицията решават да отидат в гробището.
Лейтенант Джон Харпър (Дюк Муур) настоява Паула да се премести на задната седалка на колата. След кратка конфронтация, жената отказва да остане там сама. За по-голяма сигурност Келтън застава отляво на колата за да я пази. Паула все пак още е недоволна от решението на групата. Харпър, Едуардс и Трент тръгват из гробището. Джеф Трент борави умело с пистолет, защото четири години е служил в морската пехота. Ерос и извънземната му спътница Тана (Джоана Лии), изпращат Клей да отвлече Паула, с цел да привлекат тримата и придружители на космическия си кораб. Междувременно, виждайки светлина в далечината, Трент и полицаите се отправят към кораба. Клей лесно изпраща Келтън в несвяст. Когато се пробужда, той започва да зове за помощ, на което откликва офицер Лари (Карл Антъни).
Ерос проследява Трент и полицаите до входа на летящата чиния, в която те се качват с извадени оръжия. Там той им казва, че понататъшното развитие на човешката огнева мощ ще доведе до откриването на соларбонита, субстанция способна да разяжда слънчевите молекули. Една соларбонитна експлозия ще доведе до верижна реакция, която ще унищожи познатата Вселена. Ерос вярва, че човечеството е прекалено примитивно, за да разполага с такава мощ, и затова възнамерява да го унищожи, за да предотврати катастрофата. В това време Клей довежда Паула до кораба. Ерос заплашва да я убие, ако някой се опита да напусне чинията. Келтън и Лари най-накрая пристигат на мястото на събитията. Разбирайки, че оръжията им са неефикасни спрямо Клей, те го нападат в гръб с дървена тояга. Виждайки всичко това, Ерос изключва лъча, който контролира Клей и по този начин освобождава Паула. Двубоят между Ерос и Трент довежда до повреди в системите на кораба и избухването на пожар. Хората напускат борда, а Тана все пак успява да изведе чинията в атмосферата. Пламъците обхващат кораба и той експлодира, убивайки извънземните. В резултат на взрива Клей и останалите зомбита се разлагат по подобие на стареца.

## В ролите
- Грегъри Уолкът като Джеф Трент
- Мона МакКинън като Паула Трент
- Дук Муур като лейтенант Джон Харпър
- Том Киини като полковник Том Едуардс
- Карл Антъни като офицер Лари
- Пол Марко като офицер Келтън
- Тор Йонсон като инспертор Даниел Клей
- Дъдли Менлов като Ерос
- Джоана Лии като Тана
- Бъни Брекинридж като владетеля на извънземните
- Лайл Талбот като генерал Робъртс
- Дейвид Де Меринг като Дани
- Норма МакКарти като Едит
- Бил Аш като капитана
- Конрад Брукс като офицер Джейми
- Майла Нурми като момичето- вампир
- Бела Лугоши като старика

## Продукция
Филма е заснет в периода 11 август- 5 септември 1956 година. Поради липсата на средства, тях ги осигурява „Южната баптистка църква“, където на снимачния екип се налага да изпълни обред за кръщение в замяна на това. В самия филм участва един от членовете на църквата.
Летящите чинии от филма са всъщност евтини играчки, закупени от детски магазин.
По време на снимките умира актьора Бела Лугоши и затова за завършването на филма са използвани архивни негови кадри като облечен в плащта на Дракула.

## Интересни факти
- Филма е определен от кинокритиците като „най-лошата постановка в историята на киното“.
- Получава наградата „Златна пуйка“ за най-лош филм за всички времена.
- Премиерата на филма се състои три години след заснемането му в скромния киносалон Карлтън Тиатър в Лос Анджелис.
- Това е единствения филм произведен от компанията Рейнолд Пикчърс.
- В чест на филма е наименувана операционната система „План 9“.